# Olof Söderlund
Olof Söderlund, född 14 oktober 1878 i Boda församling, Kopparbergs län, död 15 juni 1962, var en svensk musikdirektör.
Söderlund, som var lantbrukarson, avlade organist- och kyrkosångarexamen i Västerås 1899, folkskollärarexamen i Uppsala samma år samt organist-, kyrkosångar- och musiklärarexamen vid Musikkonservatoriet i Stockholm 1907. Han blev organist och lärare i Hållnäs socken 1899, i Folkärna socken 1902, i Arvika från 1908 och tillika musiklärare vid Arvika elementarskola för flickor 1919–35 och vid Arvika samrealskola och kommunala gymnasium 1919–41.
Söderlund blev andre dirigent i Värmlands sångarförbund 1913, förste dirigent 1919–43, förbundets dirigent i Karlstads stifts kyrkosångsförbund 1925, och dess förste dirigent samma år och dirigent för Arvika Orkesterförening 1912. Han var hedersdirigent i Värmlands sångarförbund, ordförande i Västra Värmlands Lärarförening 1917–27, i Karlstads stifts organist- och kantorsförening 1919, ledamot av Sveriges Allmänna Organist- och Kantorsförenings centralstyrelse 1924–38, vice ordförande 1936–38, sedermera hedersledamot, ordförande i Värmlands sångarförbund och ledamot av Svenska Sångarförbundets musiknämnd. Han invaldes som associé av Kungliga Musikaliska Akademien 1946.